# Yves Guillot (photographe)
Pour les articles homonymes, voir Yves Guillot et Guillot.
Yves Guillot est un photographe français né le 23 octobre 1951.

## Biographie
Yves Guillot est né à Suresnes le 23 octobre 1951. Après des études commerciales (HEC promotion 1975), il devient haut fonctionnaire (Ministère de la Culture) en 1979, en tant que chargé de mission au F.I.C. (Fonds Intermnistériel pour la Culture).
En 1979, il expose seul pour la première fois au Centre Pompidou (Familiarités). Son travail photographique sera, notamment, remarqué par Hervé Guibert dans un article intitulé : "Yves Guillot au Centre Georges Pompidou: un regard de sourd"
En août 1987, il participe aux ateliers photographiques (Workshop) dans le cadre du 9ème festival photographique du Trégor et initie une dizaine de photographes amateurs.
Il est l'auteur de plusieurs ouvrages, dont Voiture (Marval, 1988) et La logeuse (Marval, 1996, préface de Bernard Lamarche-Vadel). Il a collaboré à plusieurs projets avec Ralph Gibson, qui sera son maître en photographie, tout comme Charles Harbutt. Il a exposé (expositions personnelles) dès 1979 au Centre Pompidou, en 1983 à la Bibliothèque nationale de France, en 1987 à la Galerie Agathe Gaillard, en 1998 à la Maison européenne de la photographie.
Il réside à Sens depuis 1990, où vit également le photographe Emmanuel Berry, qui a été son assistant (notamment pour les tirages) durant les années 1990. C'est là aussi qu'il rencontrera le peintre Jean-Pierre Pincemin du groupe Supports/Surfaces, qui vit à Sens à cette époque. Il intervient à l'École supérieure d'arts appliqués de Vevey.
Les photographies de Guillot sont notamment influencées par la psychanalyse. Nombre d'entre elles font partie des collections permanentes du Musée National d'Art Contemporain (Centre Pompidou).

## Expositions
- 29 août - 30 septembre 1979 : Yves Guillot, Familiarités, Centre Georges Pompidou, Paris.
- 31 janvier - 5 mars 1984 : Yves Guillot : photographies, Musée des beaux-arts, Dijon[6].
- 1986 : Yves Guillot & Jean Rault, Paris[7].
- 1987 : Yves Guillot, Galerie Agathe Gaillard[5].
- 16 septembre - 18 novembre 1998 : Yves Guillot. La Logeuse et le Vert Luisant, Maison européenne de la photographie, Paris[8].
- 2 juin - 26 septembre 1999 : Yves Guillot : divers arbres, Musée, Orangerie de l'ancien palais des archevêques, Sens.
- 11 janvier - 19 février 2001 : Yves Guillot. Figures, Galerie municipale du Château d'eau, Toulouse.
- 23 octobre- 19 décembre 2010: Au-delà d’un visage, un portrait de Bernard Lamarche-Vadel, exposition collective, Artothèque de Vitré[9].
- 11 janvier - 5 mars 2017: Errance(s), exposition collective, Château d'Eau, Toulouse[10].
- 24 octobre - 2 février 2018 : Paysages français. Une aventure photographique, 1984-2017, exposition collective, BNF, site François Mitterrand, Paris[11].
- 10 septembre - 27 novembre 2022 : En miroir, 40 ans de photographie au CRP/ Centre Régional de la Photographie, Saint-Jans-Cappel[12].